# Ein Dieb mit Klasse
Ein Dieb mit Klasse (Originaltitel: Jewel Robbery) ist ein US-amerikanischer Spielfilm von William Dieterle mit dem populären Leinwandpaar William Powell und Kay Francis in den Hauptrollen.

## Handlung
Wien um die Jahrhundertwende. Baronin Teri ist mit dem sehr reichen, aber auch sehr alten Franz von Hohenfels verheiratet. Ihr Mann verwöhnt sie auf jede nur erdenkliche Weise, sie hat Schmuck im Überfluss und doch langweilt sie sich. Eines Tages trifft sie zufällig in einem Juwelengeschäft auf ihren Ehemann, der ihr gerade eine 28-karätigen Diamanten kaufen will. Die Preisverhandlungen sind kurz vor dem Abschluss, als der Räuber das Geschäft überfällt. Während die Komplizen die Auslage ausräumen, fängt der sehr charmante und elegante Räuber einen Flirt mit der Baronin an.
Nach erfolgtem Raub bietet der Räuber der Baronin an, sie im Tresor des Geschäfts einzuschließen. Sie lehnt ab, solange er sie nicht dahin begleite:
Als die Baronin später am Tag heim kehrt, findet sie in ihrem Schlafzimmer nicht nur ein Meer von Rosen vor, sondern auch den besagten Diamanten und den Räuber. Plötzlich erscheint ein – angeblicher – Polizist und verhaftet die beiden. Doch statt auf das Polizeirevier bringt er sie in die Wohnung des Räubers, wo dieser ihr gesteht, mit der Baronin nach Nizza fliehen zu wollen. Dann steht die richtige Polizei vor der Tür. Rasch fesselt der Räuber noch die Baronin, um ihre Ehre zu retten und entkommt aus dem Fenster. Die befreite Baronin kündigt an, sie müsse nach all der Aufregung dringend ihre angespannten Nerven entspannen, am besten in Nizza.

## Hintergrund
Die Uraufführung erfolgte am 21. Juli 1932 im Strand Theatre, New York.  Allgemeiner Kinostart war am 13. August 1932.
Kay Francis war 1932 mit William Powell von Paramount und einigen erfolgreichen gemeinsamen Filmen zu Warner Brothers gewechselt und rasch zu einer beliebten Darstellerin dramatischer Liebesgeschichten aufgestiegen. Das Studio gab ihr mehrere gute Rollen und setzte sie bei der ersten sich bietenden Gelegenheit wieder mit Powell ein. Ursprünglich sollte allerdings Barbara Stanwyck die weibliche Hauptrolle übernehmen. Francis und Powell hatten erstmals 1930 in Street of Chance demonstriert, wie gut ihre Charaktere auf der Leinwand harmonierten. Nachdem Powell bei Paramount meist als zwielichtiger Charakter eingesetzt worden war, änderte Warner Brothers sein Image hin zum romantisch-charmanten Helden eleganter Salonkomödien. Die beiden Stars arbeiteten so gut zusammen, dass sie unmittelbar nach Beendigung der Dreharbeiten erneut vor die Kamera traten. Das Projekt war Reise ohne Wiederkehr und sollte für beide Beteiligte ihr bis dahin größer kommerzieller Erfolg werden. Die Dialogregie übernahm der später selber als Regisseur erfolgreiche William Keighley. Die Geschichte von Jewel Robbery basiert auf dem Bühnenstück Juwelenraub am Kurfürstendamm (Originaltitel: Ekszerrablás a Váci-uccában) von Ladislas Fodor aus dem Jahr 1925. Es ist eine typische Pre-Code-Story, die dank der eher laxen Durchsetzung der Zensurvorschriften jede Gelegenheit nutzte, um allerlei Frivolitäten und Anzüglichkeiten auf die Leinwand zu bringen. William Dieterle inszenierte den Film ganz im Stil von Ernst Lubitsch und dessen Ärger im Paradies als leichte Salonkomödie mit geschliffenen und frivolen Dialogen. Trotzdem kommt es während der Filmhandlung nicht zum Äußersten, um den Zensor nicht zu sehr zu reizen. Der Filmhistoriker Dale Thomas beschrieb die galanten Andeutungen wie folgt:

„Die Zuschauer von ‚Jewel Robbery‘ wurden eingeladen, teilzuhaben an der ehebrecherischen Beziehung von Kay Francis mit William Powell und sich mit ihr zu freuen, obwohl der Ehebruch selber erst zwei Tage nach dem Ende der Filmhandlung stattfindet, was technisch gesprochen, aus Kay zumindest während der Laufzeit des Films eine ehrbare Frau macht.“

Der Film warb folgerichtig mit einem doppeldeutigen Slogan:

„He stole her jewels -- but that wasn't all!“

In Österreich kam der Film unter dem Titel Juwelenraub in der Kärntnerstraße Anfang der 1930er in den allgemeinen Verleih.

## Kritiken
The Los Angeles Evening Herald Express zeigte sich angetan von Kay Francis:

„Kay ist wieder ungezogen. Und ich meine ungezogen. […] Es ist mit Sicherheit eine der frivolsten Rollen, die sie je gespielt hat.“

Das Lexikon des internationalen Films befand auch im Abstand etlicher Jahrzehnte:

„Eine halsbrecherisch schnell inszenierte Kriminalkomödie mit einem charmant-witzigen Hauptdarsteller.“

## Kinoauswertung
Die Produktionskosten lagen bei 308.000 US-Dollar und waren fast doppelt so hoch im Vergleich zum üblichen Schnitt für einen Kay-Francis-Film der Zeit. In den USA spielte Ein Dieb mit Klasse 316.000 US-Dollar ein, zu denen weitere 110.000 US-Dollar aus dem Ausland kamen. Die Gesamteinnahmen lagen bei lediglich 426.000 US-Dollar.